# Just a Gigolo
Just a Gigolo is een Amerikaanse filmkomedie uit 1931 onder regie van Jack Conway. In Nederland werd de film destijds uitgebracht onder de titel 't Is maar een gigolo.

## Verhaal
De familieleden van de Britse edelman Robert Brummel hebben een huwelijk voor hem gearrangeerd. Hij gaat naar een vakantieoord in Europa. Daar doet hij zich uit voor een gigolo om zijn aanstaande bruid te leren kennen.

## Rolverdeling
| Acteur              | Personage         |
| ------------------- | ----------------- |
| William Haines      | Robert Brummel    |
| Irene Purcell       | Roxan Hartley     |
| C. Aubrey Smith     | George Hampton    |
| Charlotte Granville | Jane Hartley      |
| Lilian Bond         | Agatha Carrol     |
| Albert Conti        | Franse echtgenoot |
| Maria Alba          | Franse echtgenote |
| Ray Milland         | Freddie           |
| Lenore Bushman      | Gwenny            |
| Gerald Fielding     | Tony              |
| Yola d'Avril        | Pauline           |